# غلين خواكيم
غلين خواكيم هو لاعب كرة القدم الكندية كندي، ولد في 7 نوفمبر 1954 في وينيبيغ في كندا.